# Древнемарийская культура
Древнемари́йская культу́ра (луговомар. Акрет марий тӱвыра) — археологическая культура VI—XI веков, маркирующая ранние периоды формирования и этногенеза марийского этноса.
Сформировалась в середине VI—VII веков на основе финноязычного западноволжского населения, проживавшего между устьями рек Оки и Ветлуги (Безводнинско-Ахмыловский круг памятников). Основные памятники этого времени (Младший Ахмыловский, Безводнинский могильники, Чортово, Богородское, Одоевское, Сомовские I, II, Васильсурское II, Кубашевское и другие городища) располагаются в Нижегородско-Марийском Поволжье, Нижнем и Среднем Поветлужье, бассейнах рек Большая и Малая Кокшага. В VIII—XI веках, судя по могильникам (Дубовский, Веселовский, Кочергинский, «Черемисское кладбище», Нижняя Стрелка, Юмский, Лопъяльский), укреплённым городищам (Васильсурское V, Ижевское, Еманаевское и др.), селищам (Галанкина Гора и другим), древнемарийские племена занимали Среднее Поволжье между устьями рек Суры и Казанки, Нижнее и Среднее Поветлужье, правобережье Средней Вятки.
В этот период происходят окончательное оформление единой культуры и начало консолидации марийской народности. Культуру характеризует своеобразный погребальный обряд, сочетающий трупоположение и трупосожжение на стороне, жертвенные комплексы в виде помещённых в берестяные туеса или завёрнутых в одежду наборов украшений.
Типично обилие предметов вооружения (железные мечи, проушные топоры, наконечники копий, дротиков, стрел). Встречаются орудия труда и быта (железные топоры-кельты, ножи, кресала, глиняные плоскодонные неорнаментированные горшковидные и баночные сосуды, пряслица, льячки, медные и железные котелки).
Характерен богатый набор украшений (разнообразные гривны, фибулы, бляхи, браслеты, височные кольца, серьги, коньковые, «шумящие», трапециевидные подвески, «усатые» перстни, наборные пояса, головные цепочки и т. д.).

## Галерея археологических находок

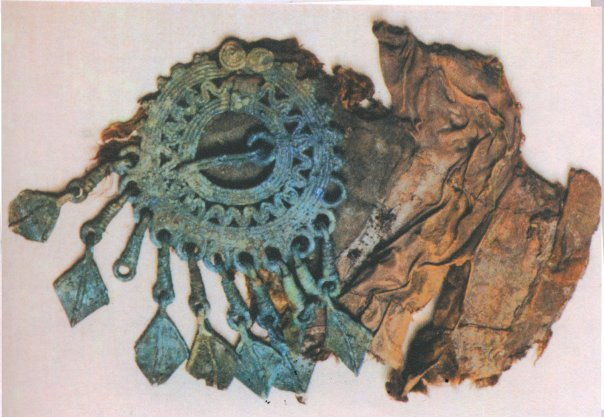
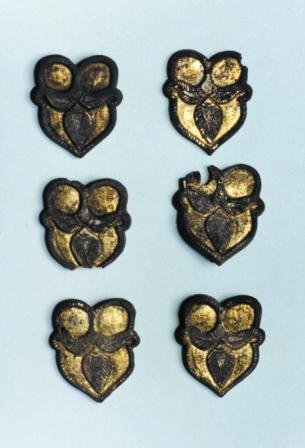